# Farringdon (Londres)
Farringdon és un barri històric dels districte de Ciutat de Londres, Gran Londres (Regne Unit) i de l'àrea al voltant de l'estació de Farringdon d'Islington (Gran Londres).
El barri es divideix en dos wards -entitats menors, "barris", en què està formada la Ciutat de Londres i serveixen com a organització del govern local- Farringdon Within i Farringdon Without.